# Leichtathletik-Hallenasienmeisterschaften 2004
Die 1. Leichtathletik-Hallenasienmeisterschaften fanden zwischen dem 6. und 8. Februar 2004 in der iranischen Hauptstadt Teheran statt.

## Ergebnisse Männer

### 60 m
| Platz | Athlet              | Land | Zeit (s) |
| ----- | ------------------- | ---- | -------- |
| 1     | Abdolghaffar Saghar | IRI  | 6,76 PB  |
| 2     | To Wai Lok          | HKG  | 6,78 SB  |
| 3     | Shen Yunbao         | CHN  | 6,79     |
| 4     | Chiang Wai Hung     | HKG  | 6,81     |
| 5     | Hasan Lachini       | IRI  | 6,85 =PB |
| 6     | Nazmizan Mohamad    | MAS  | 6,91     |
| 7     | Liu Yuan-kai        | TPE  | 6,92     |
| 8     | Baig Afzal          | PAK  | 7,07     |

Finale: 6. Februar 2004

### 200 m
| Platz | Athlet         | Land | Zeit (s)  |
| ----- | -------------- | ---- | --------- |
| 1     | Tomoyuki Arai  | JPN  | 21,56 PB  |
| 2     | Liu Haitao     | CHN  | 21,63     |
| 3     | Mohamed Farhan | BHR  | 21,87 NIR |
| 4     | Hasan Lachini  | IRI  | 21,93     |

Finale: 7. Februar 2004

### 400 m
| Platz | Athlet               | Land | Zeit (s)  |
| ----- | -------------------- | ---- | --------- |
| 1     | Mohammad Akefian     | IRI  | 48,71 SB  |
| 2     | Edward Mangasar      | IRI  | 48,76 SB  |
| 3     | Esmail Kaboutaran    | IRI  | 49,32 PB  |
| 4     | Zahr-el-Din el-Najem | SYR  | 49,33 NIR |
| 5     | Yanes Raubaba        | INA  | 49,95     |
| 6     | Nazar Begliýew       | TKM  | 50,37     |

Finale: 8. Februar 2004

### 800 m
| Platz | Athlet                | Land | Zeit (min)  |
| ----- | --------------------- | ---- | ----------- |
| 1     | Rashid Ramzi          | BHR  | 1:48,03     |
| 2     | Sajjad Moradi         | IRI  | 1:48,48 NIR |
| 3     | Yusuf Saad Kamel      | BHR  | 1:48,89     |
| 4     | Michail Kolganow      | KAZ  | 1:48,97     |
| 5     | Ehsan Mohajer Shojaei | IRI  | 1:49,76 SB  |
| 6     | Masaharu Nakano       | JPN  | 1:53,09     |

Finale: 8. Februar 2004

### 1500 m
| Platz | Athlet                  | Land | Zeit (min)  |
| ----- | ----------------------- | ---- | ----------- |
| 1     | Rashid Ramzi            | BHR  | 3:55,73 SB  |
| 2     | Sajjad Moradi           | IRI  | 3:56,00     |
| 3     | Ehsan Mohajer Shojaei   | IRI  | 3:56,06 SB  |
| 4     | Michail Kolganow        | KAZ  | 3:58,40     |
| 5     | Adnan Taess Akkar       | IRQ  | 3:59,46 NIR |
| 6     | Chen Fu-pin             | TPE  | 4:02,68 NIR |
| 7     | Denis Bagrew            | KGZ  | 4:03,10     |
| 8     | Chamkaur Dhaliwal Singh | SGP  | 4:10,75 NIR |

Finale: 8. Februar 2004

### 3000 m
| Platz | Athlet                | Land | Zeit (min) |
| ----- | --------------------- | ---- | ---------- |
| 1     | Leonard Mucheru Maina | BHR  | 8:11,90    |
| 2     | Wu Wen-chien          | TPE  | 8:24,39 SB |
| 3     | Omid Mehrabi          | IRI  | 8:33,00    |
| 4     | Denis Bagrew          | KGZ  | 8:35,39    |
| 5     | Arun D’Souza          | IND  | 8:43,67 PB |
| 6     | Sajjad Rahmani        | IRI  | 8:43,84    |

Finale: 8. Februar 2004

### 60 m Hürden
| Platz | Athlet                  | Land | Zeit (s) |
| ----- | ----------------------- | ---- | -------- |
| 1     | Wu Youjia               | CHN  | 7,77 SB  |
| 2     | Rouhollah Askari        | IRI  | 7,82 NIR |
| 3     | Mohd Robani Hassan      | MAS  | 8,03 NIR |
| 4     | Mohamed al-Othman       | KUW  | 8,08     |
| 5     | Mohamed Shah            | PAK  | 8,12 SB  |
| 6     | Mojtaba Postchi         | IRI  | 8,14 PB  |
| 7     | Mohammad Ahmad Hosseini | IRI  | 8,17     |
| 8     | Tang Hon Sing           | HKG  | ?        |

Finale: 8. Februar 2004

### 4 × 400-m-Staffel
| Platz | Land    | Athleten                                                    | Zeit (s)    |
| ----- | ------- | ----------------------------------------------------------- | ----------- |
| 1     | Iran    | Edward Mangasar Iraj Iri Mohammad Akefian Esmail Kaboutaran | 3:16,99 NIR |
| 2     | Indien  | Sreejith Sunil Joseph Amish Pilip Pottan Jithing Singh      | 3:19,91 NIR |
| 3     | Bahrain | Mohamed al-Rashedi Mohamed Farhan Salem Kamel               | 3:22,21 NIR |

Finale: 8. Februar 2004

### 5000 m Gehen
| Platz | Athletin         | Land | Zeit (min)   |
| ----- | ---------------- | ---- | ------------ |
| 1     | Amir Khweirgoo   | IRI  | 22:12,27 PB  |
| 2     | Ebrahim Rahimian | IRI  | 22:19,56     |
| 3     | Sitaram Basat    | IND  | 22:22,92 NIR |

Finale: 8. Februar 2004

### Hochsprung
| Platz | Athlet            | Land | Höhe (m) |
| ----- | ----------------- | ---- | -------- |
| 1     | Juri Pachljajew   | KAZ  | 2,23 SB  |
| 2     | Zheng Ting        | CHN  | 2,15     |
| 3     | Shūhei Manabe     | JPN  | 2,15 =SB |
| 4     | Ahmad Najwan Aqra | MAS  | 2,10 NIR |
| 5     | Salem al-Anezi    | KUW  | 2,10 NIR |

Finale: 7. Februar 2004

### Stabhochsprung
| Platz | Athlet          | Land | Höche (m) |
| ----- | --------------- | ---- | --------- |
| 1     | Zhang Hongwei   | CHN  | 5,40 SB   |
| 2     | Eshagh Ghaffari | IRI  | 5,00      |
| 3     | Mohsen Rabbani  | IRI  | 5,00      |
| 4     | Ali al-Sabagha  | KUW  | 4,80 SB   |

Finale: 8. Februar 2004

### Weitsprung
| Platz | Athlet                      | Land | Weite (m) |
| ----- | --------------------------- | ---- | --------- |
| 1     | Mohamed Salman al-Khuwalidi | KSA  | 7,94 NIR  |
| 2     | Ahmed Fayez al-Dosari       | KSA  | 7,76      |
| 3     | Cai Peng                    | CHN  | 7,58      |
| 4     | Chou Chien-cheng            | TPE  | 7,42 PB   |
| 5     | Hussein Abdullah al-Yoha    | KUW  | 7,36 SB   |
| 6     | Mohamed Imam Bakhash        | BHR  | 7,35 NIR  |
| 7     | Roozbeh Asadibaksh          | IRI  | 7,30 PB   |
| 8     | Shahrul Amri Suhaimi        | MAS  | 7,14 NIR  |

Finale: 6. Februar 2004

### Dreisprung
| Platz | Athlet                   | Land | Weite (m) |
| ----- | ------------------------ | ---- | --------- |
| 1     | Zhu Shujing              | CHN  | 16,57 NJR |
| 2     | Mohammad Hazzory         | SYR  | 16,42 NIR |
| 3     | Denis Saurambajew        | KAZ  | 16,17 PB  |
| 4     | Ali Reza Habibi          | IRI  | 15,66 SB  |
| 5     | Waseem Khan              | PAK  | 15,50 NIR |
| 6     | Mujahid al-Yassen        | KSA  | 15,46 NJR |
| 7     | Hamid Reza Abolhasani    | IRI  | 15,21 SB  |
| 8     | Khaled Farhan al-Bekheet | KUW  | 15,21 SB  |

Finale: 8. Februar 2004

### Kugelstoßen
| Platz | Athlet             | Land | Weite (m) |
| ----- | ------------------ | ---- | --------- |
| 1     | Amin Nikfar        | IRI  | 18,33     |
| 2     | Ali Rahmani        | IRI  | 18,30     |
| 3     | Wang Zhiyong       | CHN  | 17,93     |
| 4     | Kuldeep Singh Mann | IND  | 17,58 PB  |
| 5     | Amir Alvand        | IRI  | 17,52 SB  |
| 6     | Chang Ming-huang   | TPE  | 17,49 NIR |
| 7     | Yasutada Noguchi   | JPN  | 17,38     |

Finale: 8. Februar 2004

### Siebenkampf
| Platz | Athlet                  | Land | Punkte   |
| ----- | ----------------------- | ---- | -------- |
| 1     | Pawel Dubizki           | KAZ  | 5570 SB  |
| 2     | Mohammad Ahmad Hosseini | IRI  | 5387 NIR |
| 3     | Rifat Ortiqov           | UZB  | 5299 PB  |
| 4     | P. J. Vinod             | IND  | 5167 NIR |
| 5     | Mashari al-Mubarak      | KUW  | 4985 NIR |

Finale: 6./7. Februar 2004

## Ergebnisse Frauen

### 60 m
| Platz | Athletin              | Land | Zeit (s) |
| ----- | --------------------- | ---- | -------- |
| 1     | Zhu Yiaqing           | CHN  | 7,41 PB  |
| 2     | Ruqaya al-Ghasra      | BHR  | 7,48 NIR |
| 3     | Saori Kitakaze        | JPN  | 7,52 NJR |
| 4     | Nafiseh Mataei        | IRI  | 7,53 NIR |
| 5     | Maedeh Chavoushizadeh | IRI  | 7,62 PB  |
| 6     | Nagisa Setoguchi      | JPN  | 7,70     |

Finale: 6. Februar 2004

### 200 m
| Platz | Athletin              | Land | Zeit (s)  |
| ----- | --------------------- | ---- | --------- |
| 1     | Rong Xie              | CHN  | 23,91 PB  |
| 2     | Ruqaya al-Ghasra      | BHR  | 24,18     |
| 3     | Asami Tanno           | JPN  | 24,99     |
| 4     | Maedeh Chavoushizadeh | IRI  | 25,40 NIR |
| 5     | Mayu Satō             | JPN  | 25,81     |

Finale: 7. Februar 2004

### 400 m
| Platz | Athletin              | Land | Zeit (s) |
| ----- | --------------------- | ---- | -------- |
| 1     | Tatjana Chajimuradowa | KAZ  | 53,28    |
| 2     | Ruqaya al-Ghasra      | BHR  | 55,29    |
| 3     | Pinki Pramanik        | IND  | 55,64    |
| 4     | Marina Iwanowa        | KAZ  | 56,14    |
| 5     | Mayu Sato             | JPN  | 56,20    |
| 6     | Sun Hongfeng          | CHN  | 58,89    |

Finale: 8. Februar 2004

### 800 m
| Platz | Athletin        | Land | Zeit (min)  |
| ----- | --------------- | ---- | ----------- |
| 1     | Miki Nishimura  | JPN  | 2:10,04 SB  |
| 2     | Liu Qing        | CHN  | 2:14,43     |
| 3     | Pinki Pramanik  | IND  | 2:15,06 SB  |
| 4     | Leila Ebrahimi  | IRI  | 2:15,93 NIR |
| 5     | Wesam Abubkheet | PLE  | 2:45,33 NIR |

Finale: 6. Februar 2004

### 1500 m
| Platz | Athletin            | Land | Zeit (min)  |
| ----- | ------------------- | ---- | ----------- |
| 1     | Xie Sainan          | CHN  | 4:29,43     |
| 2     | Swetlana Lukaschewa | KAZ  | 4:36,94 SB  |
| 3     | Leila Ebrahimi      | IRI  | 4:49,35 NIR |

Finale: 7. Februar 2018

### 3000 m
| Platz | Athletin            | Land | Zeit (min)   |
| ----- | ------------------- | ---- | ------------ |
| 1     | Swetlana Lukaschewa | KAZ  | 10:10,05     |
| 2     | Leila Ebrahimi      | IRI  | 10:23,25 NIR |
| 3     | Elham Zanbouri      | IRI  | 11:08,20 PB  |

Finale: 8. Februar 2004

### 60 m Hürden
| Platz | Athletin             | Land | Zeit (s) |
| ----- | -------------------- | ---- | -------- |
| 1     | Jia Xu               | CHN  | 8,34     |
| 2     | Tomoko Motegi        | JPN  | 8,48 SB  |
| 3     | Padideh Bolourizadeh | IRI  | 9,19 NIR |

Finale: 7. Februar 2004

### 4 × 400-m-Staffel
| Platz | Land | Athletinnen                                                          | Zeit (min)  |
| ----- | ---- | -------------------------------------------------------------------- | ----------- |
| 1     | Iran | Zohreh Farjam Mina Poorseifi Hadis Shahrami Leila Ebrahimi           | 4:00,48 NIR |
| 2     | Iran | Atefeh Shadman Nobahar Rezvan Somayyeh Mehraban Maedeh Chavoshizadeh | 4:03,41     |

Finale: 8. Februar 2004

### 3000 m Gehen
| Platz | Athletin      | Land | Zeit (min)   |
| ----- | ------------- | ---- | ------------ |
| 1     | Jasmin Kaur   | IND  | 14:54,15 PB  |
| 2     | Ameneh Safavi | IRI  | 17:09,44 NIR |
| 3     | Homa Sheykhan | IRI  | 17:47,55     |

Finale: 6. Februar 2004

### Hochsprung
| Platz | Athletin        | Land | Höhe (m) |
| ----- | --------------- | ---- | -------- |
| 1     | Miyuki Fukumoto | JPN  | 1,83 SB  |
| 2     | Bobby Aloysius  | IND  | 1,81     |
| 3     | Sahana Kumari   | IND  | 1,79 SB  |
| 4     | Zahra Nabizadeh | IRI  | 1,65     |

Finale: 6. Februar 2004

### Stabhochsprung
| Platz | Athletin       | Land | Höche (m) |
| ----- | -------------- | ---- | --------- |
| 1     | Zhang Na       | CHN  | 4,20      |
| 2     | Roslinda Samsu | MAS  | 4,00 NIR  |
| 3     | Chang Ko-hsin  | TPE  | 3,95      |

Finale: 7. Februar 2004

### Weitsprung
| Platz | Athletin         | Land | Weite (m) |
| ----- | ---------------- | ---- | --------- |
| 1     | Xu Bei           | CHN  | 6,30      |
| 2     | Jetty Joseph     | IND  | 5,98      |
| 3     | Wang Kuo-huei    | TPE  | 5,95 PB   |
| 4     | Svetlana Klimina | UZB  | 5,94      |
| 5     | Ruta Patka       | IND  | 5,67      |
| 6     | Mahsa Motamedi   | IRN  | 5,46      |
| 7     | Swetlana Pessowa | TKM  | 5,35      |
| 8     | Atefeh Shadman   | IRN  | 5,30      |

Finale: 7. Februar 2004

### Dreisprung
| Platz | Athletin         | Land | Weite (m) |
| ----- | ---------------- | ---- | --------- |
| 1     | Xie Limei        | CHN  | 13,39     |
| 2     | Svetlana Klimina | UZB  | 12,83     |
| 3     | Wang Kuo-huei    | TPE  | 12,61 NIR |

Finale: 8. Februar 2004

### Kugelstoßen
| Platz | Athletin         | Land | Weite (m) |
| ----- | ---------------- | ---- | --------- |
| 1     | Zhang Xiaoyu     | CHN  | 17,38 SB  |
| 2     | Iolanta Uljewa   | KAZ  | 16,78     |
| 3     | Olga Shukina     | UZB  | 14,75     |
| 4     | Zeenat Parveen   | PAK  | 13,48 NR  |
| 5     | Parisa Behzadi   | IRI  | 13,48 SB  |
| 6     | Swetlana Pessowa | TKM  | 11,14     |

Finale: 6. Februar 2004

### Fünfkampf
| Platz | Athletin             | Land | Punkte   |
| ----- | -------------------- | ---- | -------- |
| 1     | Yuki Nakata          | JPN  | 3977     |
| 2     | Padideh Bolourizadeh | IRI  | 3528 NIR |
| 3     | Swetlana Pessowa     | TKM  | 3287 NIR |
| 4     | Mina Poorseifi       | IRI  | 2673     |
| 5     | Farmoosh Taberkhani  | IRI  | 2479     |
| 6     | Rasha Abed Yaseen    | IRQ  | 2141 NIR |

Finale: 8. Februar 2004

## Abkürzungen
| - WR = Weltrekord - WJR = Juniorenweltrekord - OR = olympischer Rekord - YOR = olympischer Jugendrekord - AR = Kontinentalrekord - AJR = Juniorenkontinentalrekord - NR = nationaler Rekord - NJR = nationaler Juniorenrekord - CR = Meisterschaftsrekord - MR = Veranstaltungsrekord | - WB = Weltbestleistung - WJB = Juniorenweltbestleistung - WYB = Jugendweltbestleistung - AB = Kontinentbestleistung - AJB = Juniorenkontinentalbestleistung - AYB = Jugendkontinentalbestleistung - NB = nationale Bestleistung - NJB = nationale Juniorenbestleistung - NYB = nationale Jugendbestleistung | - PB = persönliche Bestleistung - SB = persönliche Saisonbestleistung - QB = Qualifikationsbestleistung - WL = Weltjahresbestleistung - WJL = Juniorenweltjahresbestleistung - WYL = Jugendweltjahresbestleistung - DSQ = disqualifiziert (engl. Disqualified) - DNS = Wettkampf nicht angetreten (engl. Did Not Start) - DNF = Wettkampf nicht beendet (engl. Did Not Finish) |

## Medaillenspiegel
| Medaillenspiegel | Medaillenspiegel    | Medaillenspiegel | Medaillenspiegel | Medaillenspiegel | Medaillenspiegel |
| Platz            | Land                | Gold             | Silber           | Bronze           | Gesamt           |
| ---------------- | ------------------- | ---------------- | ---------------- | ---------------- | ---------------- |
| 01               | Volksrepublik China | 11               | 3                | 3                | 17               |
| 02               | Iran                | 6                | 12               | 8                | 26               |
| 03               | Kasachstan          | 4                | 1                | 2                | 3                |
| 04               | Japan               | 4                | 1                | 3                | 8                |
| 05               | Bahrain             | 3                | 3                | 3                | 9                |
| 06               | Indien              | 1                | 3                | 4                | 8                |
| 07               | Saudi-Arabien       | 1                | 1                | 0                | 2                |
| 07               | Chinesisch Taipeh   | 0                | 1                | 3                | 4                |
| 09               | Usbekistan          | 0                | 1                | 2                | 3                |
| 10               | Malaysia            | 0                | 1                | 1                | 1                |
| 11               | Hongkong            | 0                | 1                | 0                | 1                |
| 11               | Syrien              | 0                | 1                | 0                | 1                |
| 13               | Turkmenistan        | 0                | 0                | 1                | 1                |
| Gesamt           | Gesamt              | 30               | 30               | 29               | 89               |